# Yildun
Yildun es el nombre de la estrella δ Ursae Minoris (δ UMi / 23 UMi / HD 166205 / HR 6789), [ situada en la constelación boreal de la Osa Menor. El término Yildun, a diferencia de muchos nombres de estrellas de origen árabe, procede de una palabra turca que significa precisamente «estrella».
Los nombres de Vildiur y Gildun, utilizados también para designar a δ Ursae Minoris, tienen el mismo origen.
Yildun es una estrella blanca de la secuencia principal —en su núcleo se produce la fusión de hidrógeno— de tipo espectral A1Vn y 9000 K de temperatura. Su luminosidad es 47 veces mayor que la del Sol y su diámetro 2,8 veces más grande que el diámetro solar. Su velocidad de rotación, 174 km/s, es mucho más rápida que la del Sol, completando un giro en 19 horas —compárese con los 26 días que tarda en hacerlo nuestra estrella—. Esto hace que las líneas en su espectro aparezcan borrosas.
Yildun se encuentra a solo 3,5º del polo norte celeste; si no estuviera Polaris (α Ursae Minoris) podría ser utilizada aceptablemente como estrella polar, ya que su magnitud aparente es +4,35. Es circumpolar y visible desde prácticamente todo el hemisferio norte.
Se encuentra a 183 años luz del sistema solar.